# Iuliu Farkaș

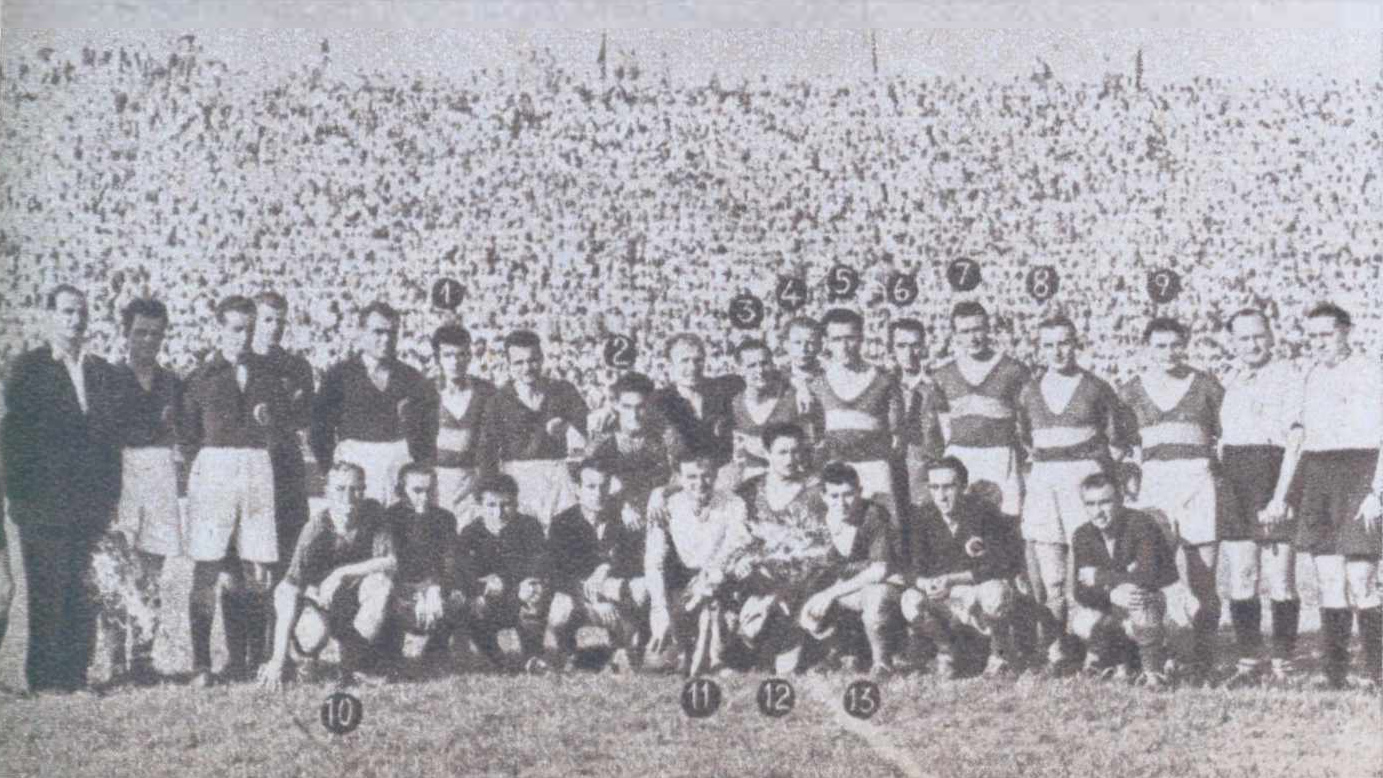
România-Bulgaria (1948) cu Iuliu Farkaș (nr. 9)

Iuliu Farkaș (n. 8 septembrie 1923, Petroșani, Hunedoara, România – d. 9 mai 1984) a fost un fotbalist maghiar din România, jucător în echipa națională de fotbal a României, pentru care a marcat șase goluri.
În data de 30 septembrie 1945 a debutat în echipa națională a României, într-un meci cu echipa națională de fotbal a Ungariei, când l-a înlocuit la pauză pe Francisc Spielmann. Ultumul meci a fost pe 23 octombrie 1949 cu Albania.

## Legături externe
- Iuliu FARKAȘ I, pe romaniansoccer.ro
- UN RECORD GREU DE EGALAT / FARKAS I, PATRU ANI CONSECUTIV GOLGETER LA JIUL!